# История обыкновенного безумия
«История обыкновенного безумия» (итал. Storie di ordinaria follia, англ. Tales of Ordinary Madness) — драма режиссёра Марко Ферерри. Фильм создан по мотивам рассказов Чарльза Буковски из сборника «Эрекции, эякуляции, эксгибиции и вообще истории обыкновенного безумия» (1972). Снят в США на английском языке.

## Сюжет
Чарльз Сёркинг — опустившийся поэт, который черпает вдохновение из алкоголя и общения с женщинами. Он обитает в самом злачном районе Лос-Анджелеса и имеет множество случайных любовных связей. Только одна из них, с проституткой Кэсс, пробуждает в нём по-настоящему глубокие чувства. Кэсс испытывает удовольствие от самоистязания, и после безумного любовного приключения в поэте пробуждаются неизведанные им эмоции.
Произведения Сёркинга становятся популярными, их собирается напечатать солидное книжное издательство. Чарльзу предлагают перебраться в Нью-Йорк в фешенебельный офис со всеми условиями для работы, и он порывает с Кэсс. Через некоторое время Чарльз не выдерживает и возвращается назад. Он обнаруживает, что разочарованная Кэсс покончила жизнь самоубийством. Сёркинг не хочет в это поверить, во время очередного запоя ему кажется, что они снова вместе…

## В ролях
- Бен Газзара — Чарльз Сёркинг
- Орнелла Мути — Кэсс
- Сьюзан Тайррелл — Вера
- Таня Лоперт — Вики

## Призы и награды
- 1981 — Кинофестиваль в Сан-Себастьяне
- «Золотая раковина» — Марко Ферерри
  - Приз ФИПРЕССИ — Марко Ферерри
- 1982 — «Давид ди Донателло»
  - Лучший режиссёр — Марко Ферерри
  - Лучший сценарий — Марко Ферерри
  - Лучший оператор  — Тонино Делли Колли
  - Лучший монтаж
- 1982 — «Серебряная лента»
  - Лучший режиссёр — Марко Ферерри
  - Лучший оператор — Тонино Делли Колли